# الاستجابة الإنسانية من قبل الحكومات الوطنية لزلزال هايتي عام 2010
شملت الاستجابة الإنسانية من قبل الحكومات الوطنية لزلزال هايتي عام 2010 العديد من الحكومات الوطنية من جميع أنحاء العالم، متعهدة بإرسال المساعدات الإنسانية إلى شعب هايتي. عمل مكتب الأمم المتحدة لتنسيق الشؤون الإنسانية وبوابة ريليف ويب على تتبع ومؤازرة تلك المساعدات.
بعد أكثر من ستة أشهر، وبعد وقوع الزلزال، لم يتلق صندوق الأمم المتحدة الخاص بزلزال هايتي إلا أقل من عشر الأموال التي تعهدت الحكومات الأجنبية بتقديمها. حتى 20 يوليو 2010، لم ترسل أي أموال من الدول التي تعهدت بتقديم أموال إلى الصندوق سوى من 20 بلدًا: إسبانيا، وأستراليا، وألمانيا، وأيرلندا، وإيطاليا، والبرازيل، وجنوب أفريقيا، والدانمارك، والسويد، وسويسرا، والصين، وفرنسا، وفنلندا، وكندا، والمملكة المتحدة، والنرويج، ونيوزيلندا، وهولندا، والولايات المتحدة. أرسلت دول أخرى إمدادات و/أو أفرادًا بدلًا من المال، و/أو تعهدوا بإرسال الأموال عبر طرق أخرى غير الأمم المتحدة.

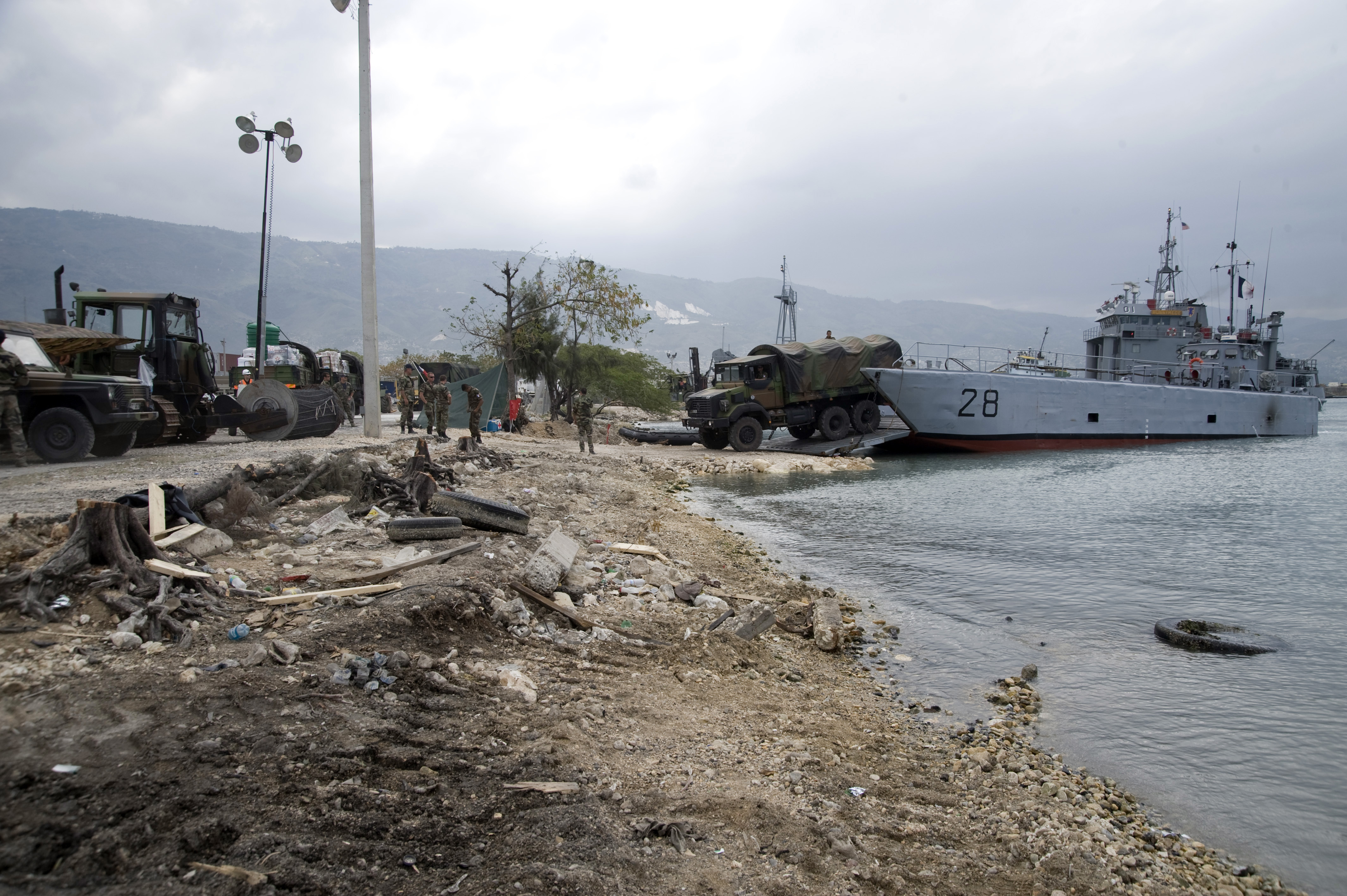
زلزال هايتي

تعقبت دائرة البحوث في الكونجرس الأمريكي التعهدات الأولية بتقديم المساعدة. في عام 2015، ذكرت الأمم المتحدة أن 13.34 مليار دولار قد خصصت لهايتي حتى عام 2020، مع توزيع أقل من نصف هذا المبلغ في السنتين التاليتين للزلزال.

## الأمريكيتان

### أمريكا الشمالية
كندا: أصدر الحاكم العام الكندي المولود في هايتي ميكائيل جان بيانًا، مع أجزاء مكتوبة باللغة الكريولية الهايتية، شاكرة فيه مجلس الوزراء على سعيه الحثيث، ووسائط الإعلام الكندية على تغطيتها، وأثنت على قوة وشجاعة الشعب الهايتي. صرح رئيس الوزراء الكندي ستيفن هاربر قائلًا: «بينما يقيم المسؤولون حاليًا الأضرار وإمكانية إصابة أفراد كنديين، تستعد كندا لتقديم أي مساعدة ضرورية إلى شعب هايتي في هذا الوقت من الحاجة». قبل الكارثة، كانت هايتي ثاني أكبر متلق للمعونة الكندية. أعلن بعدها وزير الخارجية أن كندا، التي تعد موطن جالية هايتية كبيرة، ستتبرع بمبلغ إضافي قدره 5 ملايين دولار كندي كمعونة طارئة، فضلًا عن تقديم تبرعات من أفراد كنديين لتشكيل صندوق طوارئ تصل قيمته إلى 100 مليون دولار كندي لمساندة الجهود الإنسانية في هايتي.
أولت الحكومة الكندية أولوية للمهاجرين الهايتيين من الأسر. في 19 يناير 2010، أعلنت الحكومة الكندية عن مبلغ إضافي قدره 80 مليون دولار كندي لمساندة جهود الإغاثة في هايتي. شمل هذا المبلغ 60 مليون دولار كندي استجابة لنداء الأمم المتحدة، متضمنًا مليون دولار كندي لبرنامج الأغذية العالمي لتغطية احتياجات الأمن الغذائي؛ 15 مليون دولار كندي لصالح اليونيسيف؛ 11.5 مليون دولار كندي لستة منظمات غير حكومية كندية؛ 8.5 مليون دولار كندي للصليب الأحمر، ومبالغ أقل لمنظمات أخرى من بينها المنظمة الدولية للهجرة ومنظمة الصحة العالمية ومنظمة الصحة الأمريكية وصندوق الأمم المتحدة للسكان وإدارة السلامة والأمن بإجمالي تبرعات وصل إلى 135 مليون دولار كندي، من بينها 5 ملايين دولار كندي الأولية، ووعد بتقديم تبرعات من الكنديين إلى الجمعيات الخيرية التي تقدم الإغاثة إلى هايتي بما يصل إلى 50 مليون دولار.
شنت القوات الكندية عملية هستيا بقيادة العميد غاي لاروش، وتكفلت تقديم مجموعة واسعة من الخدمات لدعم الأمن وإعادة الإعمار، وأرسل فريق الاستجابة للمساعدة في حالات الكوارث في كندا إلى هايتي، إلى جانب الفرقاطة إتش إم سي إس هاليفاكس والمدمرة إتش إم سي إس أذاباسكان. أرسلت طائرتا بوينغ سي-17 غلوب ماستر 3، ولوكهيد سي-130 هيركوليز لنقل الأفراد والمعدات، التي تضمنت ست سيارات مصفحة من طراز مرسيدس-بنز الفئة جي، وست طائرات مروحية للبحث والإنقاذ من طراز بيل إس إتش-146 غريفون. شاركت لأيضًا طائرة من طراز سيكورسكي سي إتش-124 سي كينغ في عمليات البحث والإنقاذ والإجلاء.

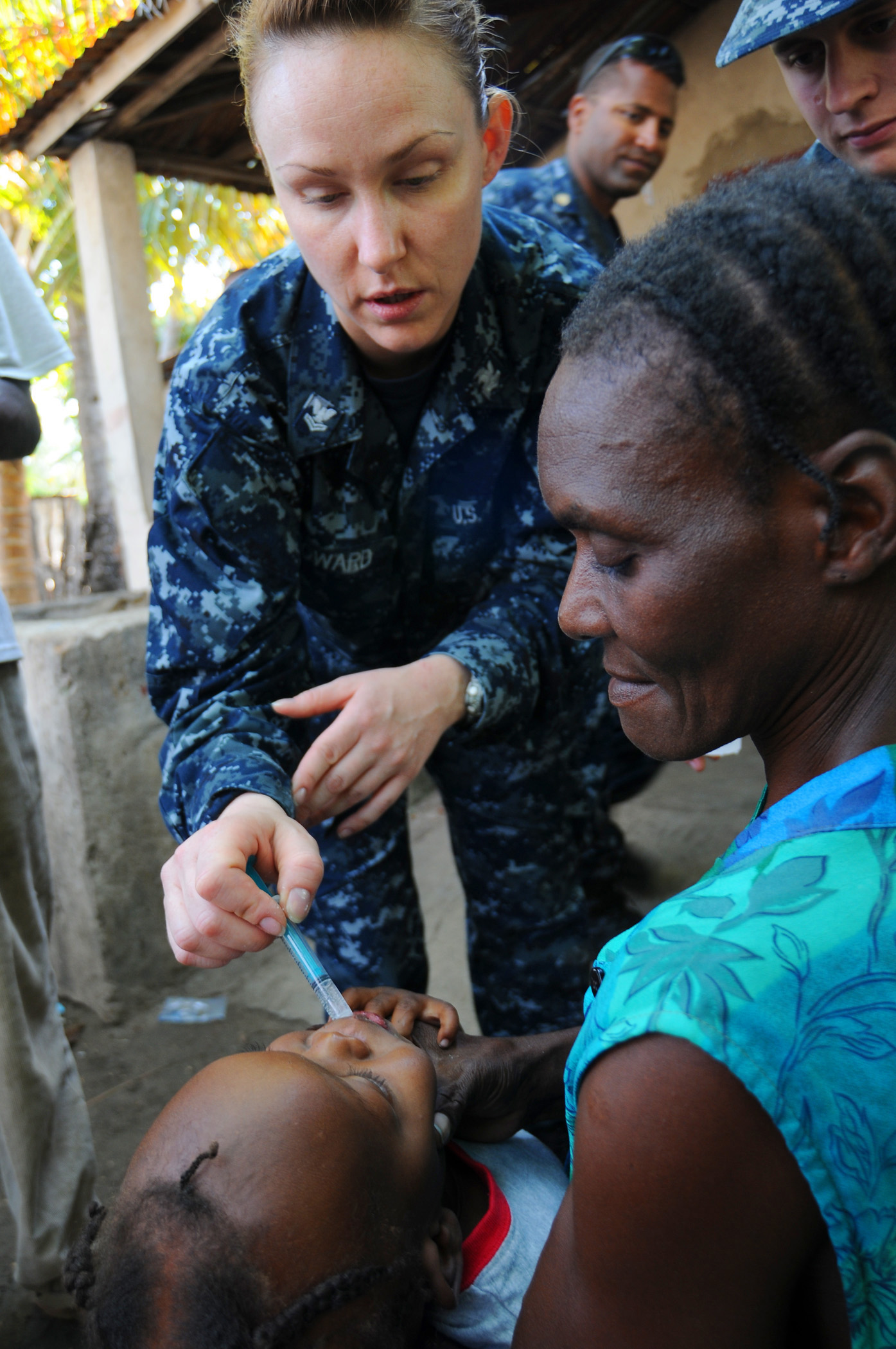
مساعدات طبية للمتضررين

نشرت القوات الكندية أيضًا 1200 جندي من كتيبة الشرطة البحرية الثالثة، وهي الفرقة الملكية 22 إي، بما في ذلك فرقتان من سرايا البنادق ومهندس ميداني واحد. نشرت 60 مركبة أخرى مع طواقمها، ليصل إجمالي عدد الجنود الكنديين في هايتي إلى 200 جندي، بمن فيهم 500 بحار كانوا على متن أثاباسكان وهاليفاكس. تعاونت القوات الكندية مباشرة مع فريق المساعدة الطبية الكندي في تشغيل مستشفى ميداني تابع لها في ليوغان. في 21 يناير 2010، أعلن وزير الدفاع الكندي بيتر ماكاي أن مستشفىً ميدانيًا في بيتاواوا، أونتاريو، سينقل إلى ليوغان مع طاقمه الطبي الذي يضم ما لا يقل عن 100 فرد في غضون اليومين التاليين.
أجلي ما يقرب 2000 شخص من هايتي إلى كندا على متن 20 رحلة جوية. في 23 يناير 2010، أعلن وزير الخارجية الكندي لورنس كانون أن 17 كنديًا لقوا حتفهم، وأن 1939 كنديًا تم تحديد أماكنهم، وأن 236 منهم لا يزالون في عداد المفقودين. أعلن رئيس الوزراء الكندي ستيفن هاربر يوم السبت أن الحكومة ألغت سقف التبرع الحكومي البالغ 50 مليون دولار كندي. تبرع الكنديون بنحو 113 مليون دولار كندي. جمع برنامج التبرعات التلفازي الناطق بالإنجليزية «كندا فور هايتي» 16 مليون دولار كندي، وجمع نظيره الناطق بالفرنسية 6.6 مليون دولار كندي. مع التبرع المقدم من الحكومة الاتحادية، سيكون مجموع مساهمة المعونة الكندية أكثر من 226 مليون دولار كندي. في 26 يناير 2010، أنشأ فريق الاستجابة للمساعدة في حالات الكوارث في كندا نظامًا لمياه الشرب بسعة 5000 لتر في جاكميل.
المكسيك: بعد زلزال مدينة مكسيكو عام 1985، نشرت وزارة الخارجية خطة لمساعدة المدنيين خلال الكوارث الطبيعية في هايتي. كاستجابة طارئة، أرسلت الحكومة ثلاث طائرات عسكرية من طراز هيركوليس سي-130 تحمل أكثر من 20 طنًا من الإمدادات، فضلًا عن أجهزة اتصالات تعمل بالأقمار الصناعية، ومحطات معالجة المياه، ومولدات كهرباء، وأكثر من 160 من المتخصصين في البحث والإنقاذ، والمهنيين الصحيين، والمهندسين الذين أرسلوا لإعداد الاتصالات في هايتي. اضطرت إحدى هذه الطائرات، ومعها 60 من رجال الشرطة الفدراليين، لإلغاء مهمتها مؤقتًا بسبب عدم وجود متسع في المطار. تعين إعادة محطة معالجة المياه إلى المكسيك بسبب الافتقار إلى وسائل النقل البري. أرسلت الحكومة أيضا مركبة «أرم بابالوالابان» البرمائية التابعة للقوات البحرية المكسيكية ومعها عدة آلاف من الأطنان من مواد الإغاثة، وسفينة «أرم هوستيكو» الإسعافية، فضلًا عن طائرات إضافية.
في أعقاب الزلزال، منحت الحكومة المكسيكية تأشيرات إنسانية لأفراد أسر من المكسيكيين الهايتيين. في 27 أبريل 2010، بلغ عدد المواطنين الهايتيين الذين منحوا تأشيرات دخول 324 مواطنًا، ووصل 250 منهم إلى السفينة البحرية المكسيكية «أرم أوسوماسينتا».
أعلن الرئيس المكسيكي فيليبي كالديرون، خلال زيارة قام بها للمركز الوطني المكسيكي لجمع المعلومات عن الصليب الأحمر، أن المكسيك ستقدم تبرعًا خاصًا إلى هايتي بمبلغ قدره 8 ملايين دولار أمريكي، ستصل عن طريق الأمم المتحدة.
للمساعدة في إنعاش هايتي، ستقدم المكسيك منحًا دراسية تشمل 300 طالب هايتي للدراسة في الجامعات المكسيكية. سيحصل كل من هؤلاء الطلاب أيضًا على راتب شهري قدره 625 دولارًا خلال فترة دراستهم. وصل أول 103 طالب في عام 2013، وتبعهم 93 طالبًا في عام 2014، ووصل الباقون في عام 2015.